# Jānis Reirs
Jānis Reirs (ur. 23 września 1961 w Rydze) – łotewski polityk i ekonomista, poseł na Sejm Republiki Łotewskiej. W latach 2004–2006 minister bez teki, w latach 2014–2016 i 2019–2022 minister finansów, od 2016 do 2019 minister zabezpieczenia społecznego.

## Życiorys
W 1990 ukończył studia ekonomiczne na Uniwersytecie Łotwy w Rydze, specjalizując się w dziedzinie planowania przemysłowego. W latach 1989–1993 pełnił obowiązki asystenta dyrektora wykonawczego rejonu centralnego Rygi. W 1993 rozpoczął pracę w bankowości jako dyrektor wydziału kredytowego w Vācijas-Latvijas banka, następnie był związany z bankiem Trasta komercbanks i spółką Prudentia. Od 2001 do 2002 był prezesem zarządu przedsiębiorstwa chemicznego Spodrība.
W wyborach w 2002, 2006, 2010 i 2011 uzyskiwał mandat posła na Sejm z ramienia Nowej Ery (JL) oraz następnie z listy Jedności. Pełnił funkcję sekretarza generalnego JL. W parlamencie był m.in. przewodniczącym podkomisji spraw zagranicznych ds. państw bałtyckich, a także szefem łotewskiej delegacji do Zgromadzenia Bałtyckiego i jego przewodniczącym. W latach 2002–2004 pełnił funkcję sekretarza Sejmu, zaś od 2004 do 2006 ministra bez teki do spraw e-administracji w gabinecie Aigarsa Kalvītisa. Od 13 maja 2010 był sekretarzem parlamentarnym w ministerstwie zdrowia. W wyborach w 2014 uzyskał reelekcję do Sejmu XII kadencji z listy Jedności.
W listopadzie tegoż roku objął funkcję ministra finansów w drugim rządzie Laimdoty Straujumy. W lutym 2016 w nowo utworzonym rządzie Mārisa Kučinskisa został natomiast ministrem zabezpieczenia społecznego.
W wyborach w 2018 po raz szósty z rzędu został wybrany na deputowanego. W listopadzie 2018 przejął czasowo wykonywanie obowiązków ministra oświaty i nauki, gdy z funkcji tej zrezygnował Kārlis Šadurskis. W styczniu 2019 objął ponownie stanowisko ministra finansów, dołączając do rządu Artursa Krišjānisa Kariņša. W 2022 nie utrzymał miejsca w parlamencie, a w grudniu tegoż roku zakończył pełnienie funkcji rządowej. Przypadł mu następnie mandat posła na Sejm, gdy Anda Čakša została powołana w skład nowego rządu; utracił go jednak po jej odwołaniu ze stanowiska ministra w lutym 2025.
Jest żonaty.

## Odznaczenia
- Medal Rady Bałtyckiej – 2004[11]